# Баллиндули
Баллиндули (англ. Ballindooley; ирл. Baile an Dúlaigh, «город чёрного озера») — деревня в Ирландии, находится в графстве Голуэй (провинция Коннахт).